# RWE (koncern)
RWE AG (do 1990 Rheinisch-Westfälisches Elektrizitätswerk AG, z niem. „Reńsko-Westfalski Zakład Energetyczny”) – niemiecki koncern energetyczny z siedzibą w Essen, jedna z 30 spółek wchodzących w skład indeksu giełdowego DAX.

## Struktura
RWE było podzielone na następujące spółki:
- RWE AG (spółka-matka, centrala całej grupy)
- RWE Power (produkcja energii elektrycznej w kontynentalnej Europie, zarówno elektrownie konwencjonalne, jak i jądrowe)
- RWE Innogy (rozwój technologii i produkcja energii elektrycznej z odtwarzalnych źródeł, głównie elektrownie wiatrowe)
- RWE Dea(inne języki) (wydobycie i dystrybucja gazu ziemnego)
- RWE Energy (dystrybucja i indywidualna sprzedaż energii elektrycznej, gazu i wody w kontynentalnej Europie; RWE Energy jest też większościowym udziałowcem polskiej spółki Innogy Polska)
- RWE Supply & Trading (handel energią elektryczną i gazem w Europie – duże, masowe kontrakty)
- RWE npower(inne języki) (produkcja i dystrybucja energii elektrycznej w Wielkiej Brytanii)
- RWE Academy (edukacja, głównie nowych kadr dla RWE).

Od 2001 do 2003 r. RWE wykupiło większościowy pakiet akcji American Water, największego amerykańskiego dystrybutora wody pitnej i operatora oczyszczalni ścieków, a następnie połączyło American Water z brytyjską Thames Water Plc. W 2006 RWE rozpoczęła stopniową, publiczną wyprzedaż akcji American Water, na skutek czego w 2008 r. przestała być większościowym udziałowcem w tej spółce. W marcu 2009 RWE ogłosiła zamiar sprzedaży pozostałej części swoich udziałów w American Water.

## Dane finansowe
| Rok          | 2002    | 2003    | 2004   | 2005   | 2006   |
| ------------ | ------- | ------- | ------ | ------ | ------ |
| Obroty       | 46 633  | 43 875  | 42 137 | 41 189 | 44 256 |
| EBITDA       | 7241    | 8476    | 8400   | 8324   | 7861   |
| Zysk         | 1050    | 953     | 2137   | 2231   | 3847   |
| Zatrudnienie | 131 765 | 127 028 | 97 777 | 85 928 | 68 53  |

## Nowe projekty
Obecnie RWE oraz niemiecki producent samochodów Daimler AG współpracują nad stworzeniem samochodu na napęd elektryczny. Testy oraz prace inżynieryjne odbywają się w berlińskich zakładach Daimlera. Projekt nosi „e-Mobility Berlin”. Do dziś nie są znane jakiekolwiek dane oraz prawdopodobny termin ukończenia prac nad skonstruowaniem samochodu.

## RWE w Polsce
Grupa RWE była obecna w Polsce przede wszystkim poprzez spółkę RWE Polska, która zajmowała się sprzedażą energii elektrycznej mieszkańcom Warszawy.
RWE wybudowało także na obrzeżu Suwalskiego Parku Krajobrazowego zakład produkcji energii elektrycznej (farma wiatrowa) o nazwie Park Wiatrowy Suwałki.